# Biophytum calophyllum
Biophytum calophyllum là một loài thực vật có hoa trong họ Chua me đất. Loài này được (Progel) Guillaumin mô tả khoa học đầu tiên năm 1909.